# Lambda (anatomie)
Lambda este un punct craniometric aflat la punctului de intersecție a suturii sagitale (Sutura sagittalis) cu sutura lambdoidă (Sutura lambdoidea), corespunzând, la nou-născut, fontanelei posterioare.